# Christian Eduardo Giménez
Christian Eduardo Giménez (Buenos Aires, Argentina; el 13 de noviembre de 1974) es un exfutbolista argentino que jugaba como delantero.
Militó en varios equipos del mundo entre los cuales hay clubes de gran prestigio, y donde logró consagrarse en su carrera. Obtuvo en FC Basilea los títulos de campeón en la Liga Suiza en 2002, 2004 y 2005, Copa Suiza 2002 y 2003 y el títulos como goleador de la liga Suiza en 3 ocasiones. En Europa también participó en la copa UEFA y Champions League.
Giménez comenzó su carrera con solo 17 años, en la primera división B. En 1991 paso de las divisiones inferiores de San Miguel a pertenecer al plantel mayor, siendo el delantero titular hasta 1995. Ese mismo año fue comprado por Boca Juniors, pero solo jugó para ellos una temporada intercalando partidos en reserva y en primera, en el famoso equipo de Maradona y Caniggia. Luego fue cedido a préstamo a Nueva Chicago y en 1997 Boca Juniors vendió a Giménez, al fútbol Europeo, equipo Suizo Lugano, donde jugó 4 años. En el 2001 fue vendido al Basilea FC. Uno de los más importantes equipos Suizos donde obtuvo sus mayores logros y éxitos, ganando varios títulos y premios.
En 2005 fue delantero de la liga Francesa en el Olympique de Marsella, y después de un año firmó con el club de la Bundesliga Alemana, Hertha Berlín BSC hasta el 2007.
Después de su extenso paso por Europa llegó al club mexicano Deportivo Toluca, bajo la conducción de José Pekerman, pero luego de difícil temporada, rescindió el contrato; pues solo logró 7 anotaciones, (incluyendo la del triunfo del Toluca sobre el América).

## Clubes
| Club                  | País      | Año       |
| --------------------- | --------- | --------- |
| San Miguel            | Argentina | 1991-1995 |
| Boca Juniors          | Argentina | 1995-1996 |
| Nueva Chicago         | Argentina | 1996-1997 |
| FC Lugano             | Suiza     | 1997-2001 |
| FC Basel              | Suiza     | 2001-2005 |
| Olympique de Marsella | Francia   | 2005-2006 |
| Hertha Berlín         | Alemania  | 2006-2007 |
| Toluca                | México    | 2007-2008 |
| Football Club Locarno | Suiza     | 2009      |
| Chacarita Juniors     | Argentina | 2010      |

## Información profesional
AÑO / CLUB / PARTIDOS / GOLES
1991–1995 / San Miguel / 083 / (26)
1995–1996 / Boca Juniors / 010 / (3)
1996–1997 / Nueva Chicago (A préstamo) / 024 / (7)
1997–2001 / AC Lugano / 095 / (55)
2001–2005 / FC Basilea / 146 / (99)
2005–2006 / Olympique de Marsella / 021 / (1)
2006–2007 / Hertha Berlin BSC / 036 / (13)
2007–2008 / Club Toluca / 034 / (7)
2009-

## Palmarés
Suiza
2001: Goleador de la Liga Suiza, con Lugano FC
2002: Campeón de la Liga Suiza, con Basilea FC
2002: Goleador de la Liga Suiza, con Basilea FC
2002: Campeón de la Copa Suiza, con Basilea FC
2003: Campeón de la Copa Suiza, con Basilea FC
2004: Campeón de la Liga Suiza, con Basilea FC
2005: Campeón de la Liga Suiza, con Basilea FC
2005: Goleador de la Liga Suiza, con Basilea FC